# Kreuz der Treue für König und Vaterland
Das Kreuz der Treue für König und Vaterland wurde am 24. Juli 1823 durch den portugiesischen König Johann VI. gestiftet. 
Für die vorgesehenen Auszuzeichnende gab es die Dekoration, wenn sie dem König nach Villa Franca in der Zeit vom 30. Mai bis 5. Juni, oder dem Don Miguel nach Santarem gefolgt waren.
Die Ordensdekoration zeigte ein Kreuz mit dem Bild des Königs auf der Vorderseite. Auf der Rückseite der Dekoration die Ordensdevise  Fidalidade ao rey e Patria und die Jahreszahl 1823 .